# جستجوی تصویر
سیستم جستجوی تصویر یک سیستم کامپیوتری برای مرور، جستجو و یافتن تصاویر از یک پایگاه داده بزرگ حاوی تصاویر دیجیتال است. بیشتر روش‌های سنتی و رایج بازیابی تصویر از روش افزودن فراداده‌هایی نظیر کپشن (captioning)، کلمات کلیدی، عنوان یا توصیف تصاویر استفاده می‌کنند تا بازیابی تصاویر با استفاده از نوشتار همراه آنها امکان‌پذیر شود. حاشیه نویسی تصویر به صورت دستی، فرایندی زمان گیر، دشوار و گران است؛ برای پاسخ دادن به این مسئله، تعداد زیادی تحقیق در خصوص حاشیه نویسی تصویر به صورت خودکار انجام شده‌است. علاوه بر این، افزایش برنامه‌های وب اجتماعی و وب معنایی الهام بخش توسعه چندین ابزار حاشیه نویسی تصویر مبتنی بر وب است.
اولین سیستم بازیابی پایگاه داده تصویری مبتنی بر میکرو رایانه در دهه ۱۹۹۰ در دانشگاه MIT توسعه یافت.
یک مقاله مروی در سال ۲۰۰۸ نشان داد پیشرفت‌های حوزه بازیابی تصویر پس از سال ۲۰۰۷ به دست آمده‌است.

## روش‌های جستجو
جستجوی تصویر یک جستجوی داده تخصصی است که برای یافتن تصاویر استفاده می‌شود. برای جستجوی تصاویر، ممکن است کلیدواژه، لینک یا کلیک روی تصویرها استفاده شود. شباهت بر اساس واژگان رنگ، فراداده، جزئیات عکس و مانند آن محاسبه می‌شود.
- متا جستجو تصویر - جستجوی تصاویر بر اساس فراداده‌های مرتبط مانند کلمات کلیدی، متن و غیره
- بازیابی تصویر مبتنی بر محتوا (CBIR) - استفاده از دید رایانه در بازیابی تصویر.
- اکتشاف مجموعه تصاویر - جستجوی تصاویر بر اساس استفاده از پارادایم‌های جدید کاوش.[۳]
- برای کارهای

## دامنه اطلاعات
برای تعیین پیچیدگی طراحی طراحی تصویر، بسیار مهم است که درک دامنه و ماهیت داده‌های تصویری را بدانیم. طراحی نیز به‌طور گسترده تحت تأثیر عواملی مانند تنوع پایگاه داده کاربر و ترافیک کاربر انتظار برای یک سیستم جستجو است. در کنار این ابعاد، داده‌های جستجو را می‌توان به دسته‌های زیر طبقه‌بندی کرد:
- بایگانی‌ها - معمولاً حجم زیادی از داده‌های همگن ساخت یافته یا نیمه ساخت یافته مربوط به موضوعات خاص را شامل می‌شود.
- مجموعه خاص دامنه - این یک مجموعه همگن است که دسترسی به کاربران کنترل شده با اهداف بسیار خاص را فراهم می‌کند. نمونه‌هایی از این مجموعه شامل پایگاه‌های تصویری پزشکی و تصویری می‌باشد.
- مجموعه سازمانی - یک مجموعه ناهمگن از تصاویر است که برای کاربران در داخل یک اینترانت سازمانی قابل دسترسی است. تصاویر ممکن است در بسیاری از مکان‌های مختلف ذخیره شوند.
- مجموعه شخصی - معمولاً شامل مجموعه ای به‌طور همگن و به‌طور کلی کوچک است، در دسترس عمدتاً به صاحب آن، و معمولاً در رسانه ذخیره‌سازی محلی ذخیره می‌شود.
- وب - تصاویر جهانی وب برای هر کسی با اتصال به اینترنت در دسترس هستند. این مجموعه‌های تصویر نیمه ساختار یافته، غیر همگن و گسترده در حجم هستند، و معمولاً در آرایه‌های بزرگ دیسک ذخیره می‌شود.

## ارزیابی‌ها
کارگاه‌های ارزیابی برای سیستم‌های بازیابی تصویر برای ارزیابی و بهبود عملکرد این سیستم‌ها وجود دارد.
- ImageCLEF - پیگیری مستمر انجمن ارزیابی صلیب است که سیستم‌ها را با استفاده از روش‌های بازیابی متن و خالص ارزیابی می‌کند.
- دسترسی به محتوا از کتابخانه‌های تصویر و ویدئو - مجموعه ای از کارگاه‌های IEEE از ۱۹۹۸ تا ۲۰۰۱.